# Ieixivà Mir (Jerusalem)
La Ieixivà Mir (ישיבת מיר ירושלים en hebreu) és una ieixivà jueva ortodoxa, ubicada a la ciutat de Jerusalem. Amb més de 8.500 estudiants solters i casats, és la major ieixivà del món. La majoria dels estudiants són dels Estats Units d'Amèrica, i d'Israel, molts altres són originaris de diversos països del món com el Regne Unit, Bèlgica, França, Mèxic, Suïssa, l'Argentina, Austràlia i elCanadà.

## Història de Mir

### Primers anys de la ieixivà
La ieixivà va ser fundada a la petita ciutat belarussa de Mir, situada a l'actual Belarús el 1817 (aleshores Mir formava part de l'Imperi Rus) pel Rabí Shmuel Tiktinsky. Després de la seva mort, el seu fill gran, el Rabí Avraham Tiktinsky, va ser nomenat director de la ieixivà (Roix ieixivà). Després de diversos anys, el Rabí Avraham va morir i el seu germà menor, el Rabí Chaim Leib Tiktinsky, el va succeir. El Rabí Chaim Leib va romandre com Roix ieixivà durant moltes dècades. El va succeir el seu fill, el Rabí Avrohom Tiktinsky, qui va portar al Rabí Eliyahu Boruch Kamai a la ieixivà. L'any 1903 la filla del Rabí Kamai es va casar amb el Rabí Eliezer Yehuda Finkel (també anomenat Rabi Leizer Yudel), el fill del Rabí Nosson Tzvi Finkel (l’Alter de Slabodka), qui amb el temps va esdevenir el director de la Ieixivà Mir. La ieixivà va romandre en aquell indret fins a l'any 1914. Amb l'esclat de la Primera Guerra Mundial, la ieixivà es va traslladar a Poltava, Ucraïna.

### Segona Guerra Mundial
El 1921 la ieixivà va tornar a les seves instal·lacions originals a Mir, a on va seguir fins que l'Alemanya nazi va envair Polònia el 1939, marcant el començament de l'Holocaust jueu. Encara que molts dels estudiants nascuts a l'estranger van marxar quan l'Exèrcit soviètic va envair Polònia per l'est, la ieixivà va seguir funcionant, tot i que a una escala més reduïda, fins que l'Exèrcit nazi alemany que s'acostava, va fer marxar als líders de la ieixivà acompanyats de tota la comunitat cap a la ciutat de Keidan, situada a Lituània. En aquella mateixa època, el Rabí Eliezer Yehuda Finkel, va viatjar al Mandat Britànic de Palestina per a aconseguir vises per als seus estudiants i restablir la ieixivà a la Terra d'Israel (Eretz Israel), però aquests plans van ser interromputs per l'esclat de la Segona Guerra Mundial. El 1944 el Rabí Finkel va obrir una sucursal de la ieixivà a la ciutat santa de Jerusalem amb tan sols 10 estudiants, entre ells el Rabí Yudel Shapiro (qui més tard seria el director del col·legi Chazon Ish), el Rabí Chaim Brim, (qui més tard seria el cap de la ieixivà de Rizhn-Boyan), i el Rabí Chaim Greineman.Mentre els exèrcits nazis seguien avançant cap a l'est, els estudiants de la ieixivà van fugir cap a la República de la Xina, a la ciutat costanera de Xangai, que aleshores estava controlada per l'Imperi Japonès, i allà van romandre fins al final de la Segona Guerra Mundial. La història de la fugida a l'Extrem Orient de la Ieixivà Mir, juntament amb milers d'altres refugiats jueus durant la Segona Guerra Mundial, gràcies en gran part als visats expedits pel cònsol general japonès a Lituània, Chiune Sugihara, ha estat objecte de diversos llibres i pel·lícules.

### Després de la Segona Guerra Mundial
Després de la guerra, la majoria dels refugiats jueus del gueto de Xangai, van marxar cap a Palestina i els Estats Units d'Amèrica. Entre ells hi havia supervivents de la Ieixivà Mir, molts dels quals es van reincorporar a la ieixivà més tard a Jerusalem. Quan el Rabí Finkel va morir el 19 de juliol del 1965, el seu fill, el Rabí Beinish Finkel i el seu cunyat, el Rabí Chaim Leib Shmuelevitz van esdevenir els directors de la ieixivà. El Rabí Chaim era considerat el director principal de la ieixivà, i quan va morir, el seu gendre, el Rabí Nachum Partzovitz el va reemplaçar. El Rabí Beinish Finkel, va esdevenir el cap de la ieixivà, després de la mort del Rabí Nachum. Amb la mort del Rabí Beinish Finkel en 1990, les regnes de la ieixivà van ser preses pels gendres del Rabí Beinish Finkel, amb el director de la ieixivà, el Rabí Nosson Tzvi Finkel, al capdavant. Després de la sobtada mort del Rabí Nosson Tzvi Finkel, el 8 de novembre de l'any 2011, el seu fill gran, el Rabí Eliezer Yehuda Finkel, va ser nomenat el seu successor.
Sota la direcció del Rabí Nosson Tzvi Finkel, la inscripció a la ieixivà va créixer en nombre fins a arribar a milers de nous estudiants. El gran nombre d'estudiants matriculats a la ieixivà es va dividir en diversos grups d'aprenentatge anomenats "chavuras". Cada chavura consisteix en el mateix tipus d'estudiant, per exemple: americà, europeu, israelià, hassídic i no hassídic. Aquestes chavuras estan situades a les àrees que han estat designades, dins de les diverses sales d'estudi de la ieixivà i al menjador. Cada chavura està subdividida en una classe, anomenada en hebreu "shiur", amb un professor, anomenat "maguid shiur", que ensenya a una mitjana de 40 a 60 estudiants. El grup d'estudi més gran de la ieixivà, és el del Rabí Asher Arieli, que imparteix lliçons (shiurim) en jiddisch a aproximadament 700 estudiants del Talmud de Babilònia.
Mir té una branca a Modiín Il·lit, que està orientada principalment cap als estudiants israelians, i que també inclou un col·legi. La Ieixivà Mir a Modin I·lit, va ser dirigida pel Rabí Aryeh Finkel, el net del Rabí Eliezer Yehuda Finkel, fins a la seva mort, que va tenir lloc el 9 d'agost del 2016. El seu fill gran, el Rabí Binyomin Finkel, es va fer càrrec de la direcció de la ieixivà.